# Turdaș
Turdaș es una comuna ubicada en el distrito de Hunedoara, Rumania.

## Superficie
Cuenta con una superficie de 29,48 kilómetros cuadrados.

## Demografía
Hasta 2021 la población era de 1791 habitantes, con una densidad de población de 60,75 habitantes por kilómetro cuadrado.